# Гудечек, Томаш
Томаш Гудечек (чеш. Tomáš Hudeček, род. 10 мая 1979, Оломоуц) — чешский политик и географ, приматор Праги с 20 июня 2013 года. В 2010 году был избран в муниципальное собрание Праги от партии ТОП 09, 24 ноября 2011 года стал членом исполнительного совета Праги и первым заместителем приматора Богуслава Свободы.

## Образование и научная деятельность
В 1997 году Гудечек окончил Гимназию Оломоуц-Гейчин и поступил в Университет Палацкого на факультет естественных наук. После его окончания Томаш Гудечек продолжил своё обучение в докторантуре факультета естественных наук Карлова университета по специальности «социальная география и региональное развитие». Итогом его обучения в докторантуре стала защита им диссертации в области географии транспорта и геоинформационных систем и получение учёных степеней доктора естественных наук (RNDr.) и доктора философии (PhD.).
С 2003 года Томаш Гудечек начал преподавательскую деятельность на кафедре прикладной геоинформатики и картографии природоведческого факультета Карлова университета. Сферой научных исследований Гудечека стал анализ транспортной доступности в Чешской республике в период с 1918 по 2020 годы. Работая в университете, Томаш Гудечек стал членом Чешского географического общества, автором и соавтором порядка 20-ти научных публикаций и одной монографии.

## Политическая деятельность
В 2009 году Гудечек вступил в партию ТОП 09. После неудачных, для ТОП 09, выборов в городской совет Праги 2014 года, Гудечек покинул партию. После окончания своего мандата Приматора, оставался независимым депутатом городского совета Праги до выборов 2018 года.